# Paul Bertrand (évêque)
Pour les articles homonymes, voir Paul Bertrand et Bertrand.
Paul Émile Joseph Bertrand, né le 11 juillet 1925 à La Louptière-Thénard (Aube) et mort le 27 juillet 2022 à Mende (Lozère), est un évêque catholique français, évêque émérite de Mende depuis 2001.

## Biographie
Paul Bertrand a été ordonné prêtre le 10 octobre 1948.
Nommé évêque auxiliaire de Lyon et évêque titulaire de Tagaria (de) le 12 juin 1975, il a été consacré le 14 septembre suivant par le cardinal Alexandre Renard, assisté par René Stourm, archevêque de Sens et Auxerre et Louis Kuehn, évêque de Meaux.
Le 14 septembre 1989, il est nommé évêque de Mende. Il s'est retiré de cette charge à 76 ans, le 16 octobre 2001.
Il meurt le 27 juillet 2022 à la maison de retraite de l’Adoration à Mende. La messe des obsèques, présidée par Benoît Bertrand, évêque de Mende, fut célébrée le 1 août en la cathédrale Notre-Dame-et-Saint-Privat de Mende. Selon ses souhaits, Paul Bertrand est inhumé dans le caveau des évêques de la cathédrale de Mende.